# Heinrich I. (Raugraf)

Wappenschild der Raugrafen

Raugraf Heinrich I. (* im 13. Jahrhundert; † 19. Oktober 1261) war ein südwestdeutscher Adeliger, der in ein tödliches Eifersuchtsdrama verwickelt war, das auch in verschiedenen Versionen in den deutschen Sagenschatz einging.

## Leben

### Herkunft und Familie
Heinrich I. entstammte der Familie der Raugrafen (öfter auch Raugrafen von Baumburg) und wurde geboren als Sohn von Raugraf Rupert I., kurpfälzischer Truchsess und Burgvogt zu Alzey, und dessen Gattin Hedwig von Eberstein. Sein Geburtsdatum ist nicht bekannt. Aufgrund der Abstammung der Raugrafen von den Wildgrafen erscheint er in älterer Literatur zuweilen auch mit deren Beinamen als Graf von Schmidtburg. 
Der Speyerer Bischof Konrad von Eberstein († 1245) und Eberhard IV. von Eberstein († 1263), Gründer des pfälzischen Klosters Rosenthal, waren Brüder der Mutter; die Hl. Hedwig und Königin Gertrud von Ungarn deren Cousinen. Agnes von Eberstein, eine Schwester der Mutter, heiratete Graf Friedrich II. von Leiningen. Deren Kinder Friedrich III. von Leiningen († 1287), Erbauer der Burg Neuleiningen, Emich IV. von Leiningen († 1281), Gründer der Stadt Landau in der Pfalz, Berthold von Leiningen († 1285), Bischof von Bamberg, und Heinrich von Leiningen, Bischof von Speyer († 1272), waren Cousins von Raugraf Heinrich I., die Hl. Elisabeth von Thüringen (eine Tochter der genannten Gertrud von Ungarn) seine Großcousine.
Heinrichs Brüder waren die Wormser Bischöfe Eberhard I. und Friedrich I. sowie Rupert II., Begründer der Altenbaumburger Familienlinie, der Elisabeth von Hohenfels heiratete.
Raugraf Heinrich I. wurde der Begründer der Neu Baumburger Linie des Geschlechtes und vermählte sich mit Agnes von Saarbrücken, Tochter des Grafen Simon II. von Saarbrücken. Sie waren u. a. die Eltern des Bischofs Emich I. von Worms († 1299) und die Großeltern seines Nachfolgers Heinrich III. von Daun-Oberstein († 1319).

### Unbeabsichtigte Verstrickung in einen Mord aus Eifersucht

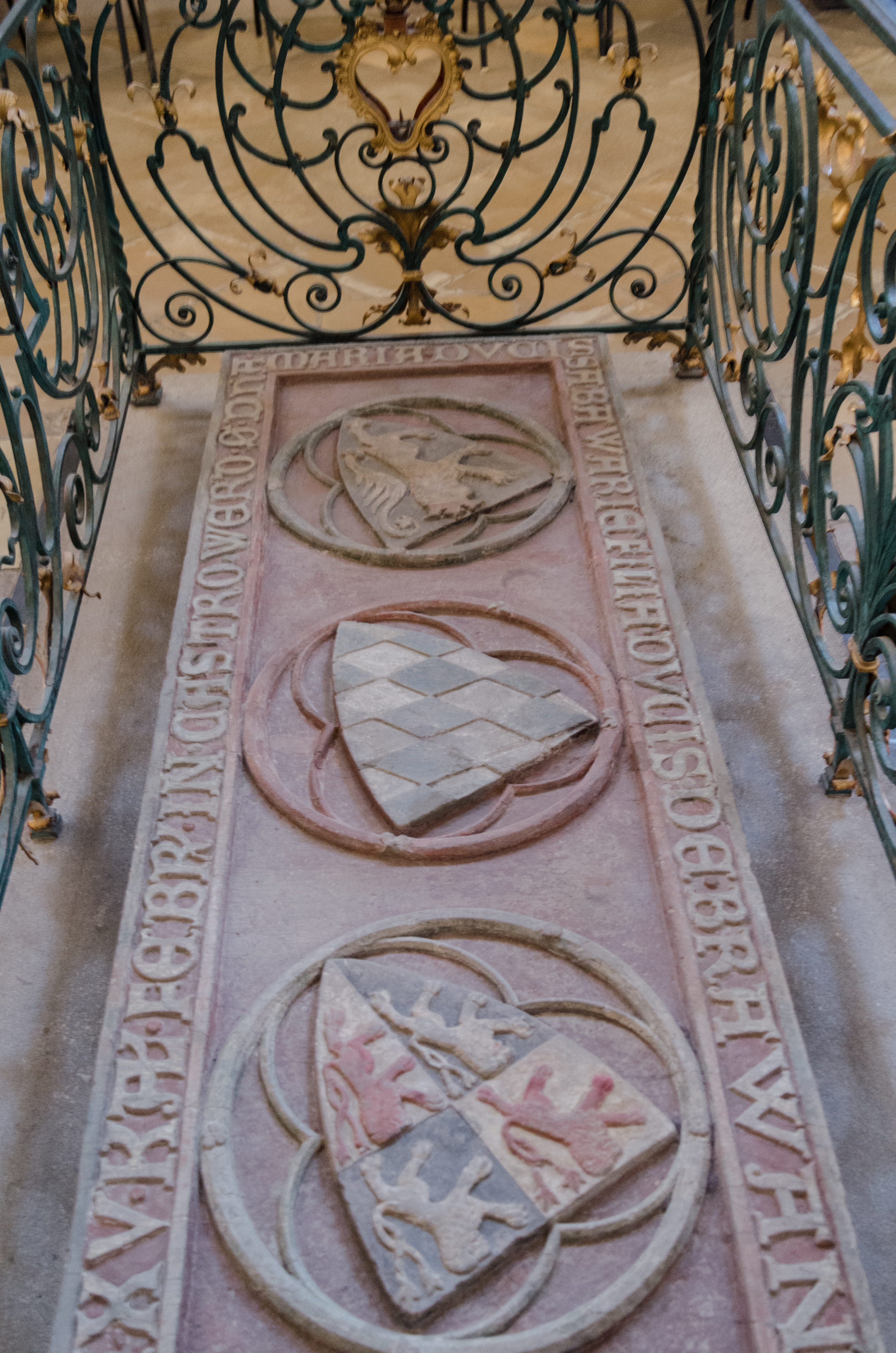
Epitaphplatte Herzogin Marias von Brabant in der Klosterkirche Hl. Kreuz zu Donauwörth

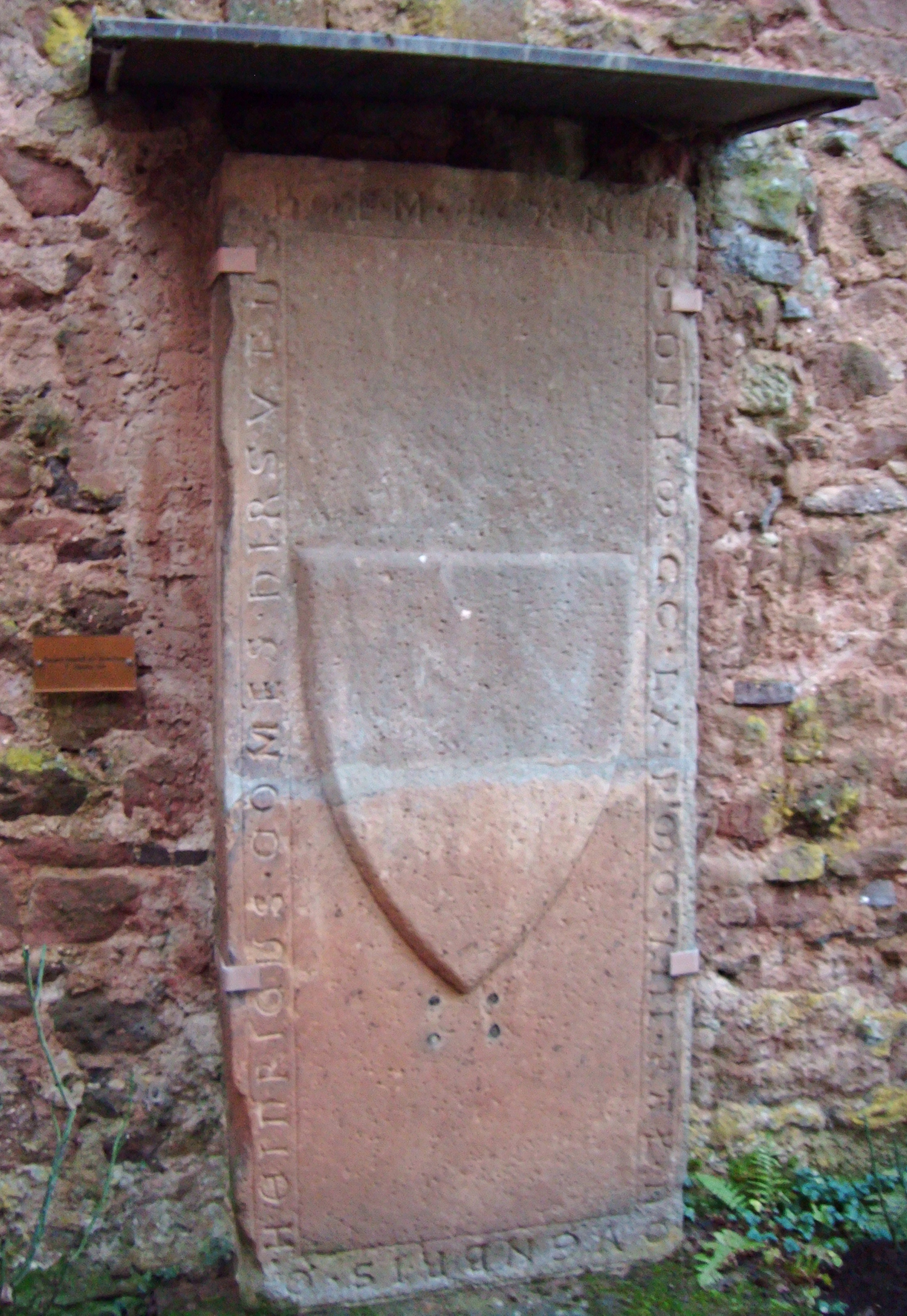
Grabplatte von Raugraf Heinrich I. († 1261), Kloster Rosenthal (Pfalz)

Heinrich I. führte das Leben eines Grafen seiner Zeit und betätigte sich u. a. als Ritter im Waffenhandwerk. Er war Kurpfälzer Erbtruchsess und Erbburgvogt. Was ihn aus der Schar seiner Standesgenossen heraushebt, ist die tragische Verstrickung in einen Mord aus Eifersucht:
Der pfalz-bayerische Herzog Ludwig der Strenge befand sich 1255/56 auf einem Kriegszug in der Rheinpfalz. Seine Gattin Maria von Brabant schrieb ihm einen Brief, in dem sie ihn um baldige Rückkehr bat. Gleichzeitig schrieb sie einen Brief an den Raugrafen Heinrich, der sich bei ihrem Gemahl aufhielt, und bat ihn darin, sich seiner anzunehmen und ihn wohlbehalten zurückzubringen, wofür sie ihm auch die besondere Gunst gewähren wolle, um die er sie schon lange gebeten habe. Laut Überlieferung war der Raugraf schon früher am Herzogshof gewesen und hatte dabei die Herzogin um die Gunst des „Du“ gebeten, da auch andere vertraute Ritter die Herrscherin so ansprachen. Maria von Brabant verschloss beide Briefe mit verschiedenfarbigem Siegellack (schwarz und rot), der des Lesens unkundige Bote habe sie jedoch trotzdem verwechselt. So erhielt der Herzog versehentlich das an Raugraf Heinrich adressierte Schreiben und zog daraus den Schluss eines außerehelichen Liebesverhältnisses.
Voller Zorn ritt Herzog Ludwig nach Donauwörth auf die Burg Mangoldstein und ließ seine Ehefrau am 18. Januar 1256, unmittelbar nach seiner Ankunft, wegen des vermeintlichen Ehebruchs enthaupten. Auch zwei ihrer Hofdamen und der Burgvogt fielen in der Nacht vom 17. auf den 18. Januar der blinden Eifersucht des Bayernherzogs zum Opfer; die Hofdamen wegen angeblicher Mitwisserschaft und der Burgvogt, weil er die Hinrichtung verhindern wollte. Durch diese Untat erwarb sich der Herrscher den Beinamen „der Strenge“. 1260 verheiratete er sich erneut. Der Überlieferung nach habe Ludwig der Strenge sein grausames Handeln bereut und den Papst um Lossprechung gebeten. Alexander IV. legte ihm daraufhin zur Sühne die Verpflichtung einer Kreuzzugsteilnahme oder die Stiftung eines Klosters für mindestens zwölf Mönche auf. Herzog Ludwig entschied sich für letzteres und stiftete als Buße 1263 das Kloster Fürstenfeld.

### Weiteres Schicksal
Über das weitere Schicksal des Raugrafen Heinrich I. gehen die Berichte auseinander. Übereinstimmend heißt es, dass er sich von dem Bayernherzog und seinem Dienst lossagte. Verschiedene Quellen berichten, Heinrich sei ruhelos im Lande herumgereist, habe die Adeligen zur Opposition gegen Ludwig den Strengen aufgerufen und dessen Untaten verbreitet. Es wird überliefert, dass er auf Ludwigs Befehl hin ebenfalls eines gewaltsamen Todes gestorben sei, andere Erzählungen sprechen davon, er sei Mönch geworden und später am Grab Marias von Brabant tot aufgefunden worden. Fakten sind sein relativ früher Tod im Jahre 1261 und seine Beisetzung im heimischen Kloster Rosenthal, noch zu Lebzeiten dessen Stifters, seines Onkels Eberhard IV. von Eberstein. Er ist der einzig hier Bestattete seiner Familie; die Raugrafen hatten dort keine Grablege, sondern wurden normalerweise im Kloster Otterberg beigesetzt.   
Die Grabplatte von Raugraf Heinrich I. ist in der Ruine der Rosenthaler Klosterkirche erhalten.

### Hintergrund und Nachleben
Die tatsächlichen Hintergründe des Eifersuchtsdramas, in das Raugraf Heinrich I. verstrickt war, sind weitgehend unklar. Die Fakten wurden schon bald nach den Geschehnissen sagenhaft ausgedichtet, da die Ereignisse zunächst mündlich von Minnesängern verbreitet wurden, in den deutschen Sagenschatz eingingen und Gegenstand von Balladen und Gedichten wurden. Neuere Untersuchungen gehen davon aus, dass die vermeintliche Untreue wohl ein Vorwand war und politische Motive für die Hinrichtung der Ehefrau Ludwig des Strengen, die mit dem regierenden deutschen König Wilhelm von Holland verwandt war, ausschlaggebend gewesen sein können.
Friedrich Bruckbräu verarbeitete den Stoff Anfang des 19. Jahrhunderts zu einem Bühnenstück.

## Weblink
- Geschichtliche Angaben zu Maria von Brabant – Freilichtbühne am Mangoldfelsen in Donauwörth